# Belgrano FC
Belgrano Football Club – argentyński klub z siedzibą w Buenos Aires.
Klub Belgrano FC wziął udział w pierwszych w dziejach mistrzostwach Argentyny w 1891 roku, gdzie zajął przedostatnie, 4. miejsce.